# Криос (дем Орестиада)
Криос или Куюнли (на гръцки: Κριός) е село в Западна Тракия, Гърция, дем Орестиада с 133 жители (2001).

## История
В XIX век Куюнли е българско село в Мустафапашенска кааза на Одринския вилает на Османската империя. Според „Етнография на вилаетите Адрианопол, Монастир и Салоника“, издадена в Константинопол в 1878 година и отразяваща статистиката на населението от 1873 година, Куюнли (Coyounly) има 166 домакинства и 795 българи.